# Innerdalstårnet
L'Innerdalstårnet o bé Dalatårnet és una muntanya de 1.452 metres d'altura situada al costat sud de la vall d'Innerdalen, al municipi de Sunndal, al comtat noruec de Møre og Romsdal. La muntanya està situada a la serra de Trollheimen, i també és coneguda com el cerví de Noruega per la seva forma piramidal característica.
La cimera es pot arribar amb una mica de codificació, i la muntanya és una destinació molt popular per a l'escalada en roca. Diverses rutes estan establerts per ascendir a la muntanya.
El vessant sud de la muntanya (a la foto) és lleugerament més inaccessible que el vessant nord. La muntanya Skarfjellet es troba just a l'oest, a l'altre costat del llac Storvatnet.